# Pseudapis anatolica
Pseudapis anatolica är en biart som först beskrevs av Warncke 1976.  Pseudapis anatolica ingår i släktet Pseudapis och familjen vägbin. Inga underarter finns listade i Catalogue of Life.